# HMAS Waterhen (D22)
Lo HMAS Waterhen (pennant number D22) fu un cacciatorpediniere della Royal Australian Navy appartenente alla classe W. Entrato inizialmente in servizio con la Royal Navy britannica nel luglio 1918 come HMS Waterhen, la nave venne ceduta all'Australia nell'ottobre 1933.
Dopo lo scoppio della seconda guerra mondiale, il Waterhen servì inizialmente nelle acque dell'oceano Indiano, per poi essere aggregato all'inizio del 1940 alla Mediterranean Fleet britannica per operare nel teatro bellico del mar Mediterraneo; qui il cacciatorpediniere prese parte a diverse operazioni nell'ambito della campagna del Nordafrica e della campagna di Grecia. Durante una missione di trasporto truppe lungo la rotta tra Tobruch e Alessandria d'Egitto, il 29 giugno 1941 il Waterhen fu centrato da un bombardiere in picchiata italiano e gravemente danneggiato; evacuato dall'equipaggio, affondò infine nelle prime ore del 30 giugno nelle acque a nord di Sidi Barrani. Fu la prima unità della Royal Australian Navy ad andare perduta nel conflitto per cause belliche.

## Storia

### Entrata in servizio e passaggio all'Australia

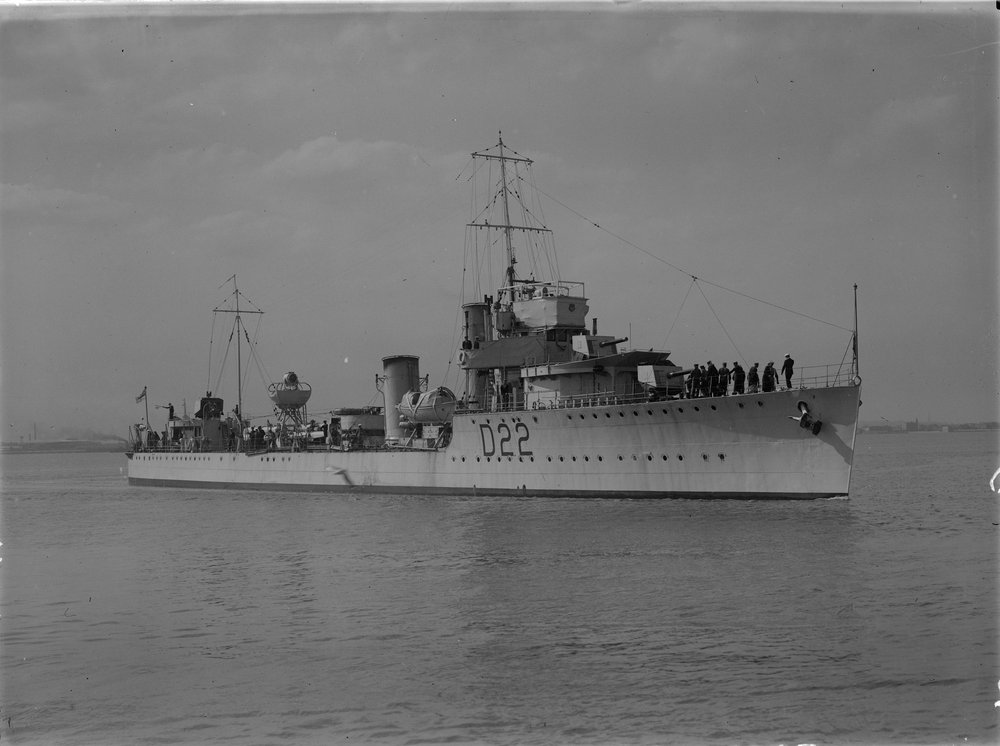
Una veduta del cacciatorpediniere durannte gli anni 1930

Ordinata ai cantieri della Palmers Shipbuilding and Iron Company di Jarrow nel Regno Unito il 9 dicembre 1916, la nave venne impostata il 3 luglio 1917 e quindi varata il 26 marzo con il nome di HMS Waterhen (il nome inglese della gallinella d'acqua). La nave entrò in servizio con la Royal Navy nel luglio 1918, servendo nelle acque dell'oceano Atlantico durante le ultime settimane della prima guerra mondiale; in seguito, il cacciatorpediniere fu schierato nel mar Mediterraneo nel corso degli anni 1920, ma senza far registrate particolari eventi. Nel 1933 il Waterhen fu selezionato come parte di un lotto di cacciatorpediniere trasferiti dal Regno Unito a favore dell'Australia, entrando ufficialmente in servizio con la Royal Australian Navy l'11 ottobre di quell'anno; nel corso degli anni 1930 il Waterhen alternò periodi di servizio nelle acque australiane a periodi di messa in riserva.
Al momento dello scoppio della seconda guerra mondiale, il 1º settembre 1939 il Waterhen si trovava in riserva a Sydney, ma già il 9 settembre fu riportato in condizioni operative e impiegato per pattugliare le acque australiane alla ricerca di possibili sommergibili nemici. Il 14 ottobre il Waterhen lasciò Sydney con altri quattro cacciatorpediniere australiani per dirigere a Singapore e unirsi in forza alla China Station della Royal Navy, arrivando a destinazione il 29 ottobre. Il 13 novembre il Waterhen salpò da Singapore per dirigere a Colombo, in vista di una sua riassegnazione al teatro operativo del mar Mediterraneo; una volta a Colombo, tuttavia, il cacciatorpediniere fu aggregato a un gruppo navale britannico intento a dare la caccia a possibili navi corsare tedesche nelle acque dell'oceano Indiano. Dopo varie infruttuose missioni di ricerca del nemico, il 29 novembre il Waterhen e il gemello HMAS Vendetta lasciarono Colombo per dirigere nel Mediterraneo via Aden e canale di Suez, arrivando a Malta il 17 dicembre seguente. Messo in forza alla Mediterranean Fleet britannica di base ad Alessandria d'Egitto, il Waterhen trascorse quindi la prima metà del 1940 scortando convogli alleati, svolgendo esercitazioni e pattugliando le acque del Mediterraneo, con alcune soste in cantiere a Malta per svolgere lavori di manutenzioni.

### Operazioni belliche in Mediterraneo

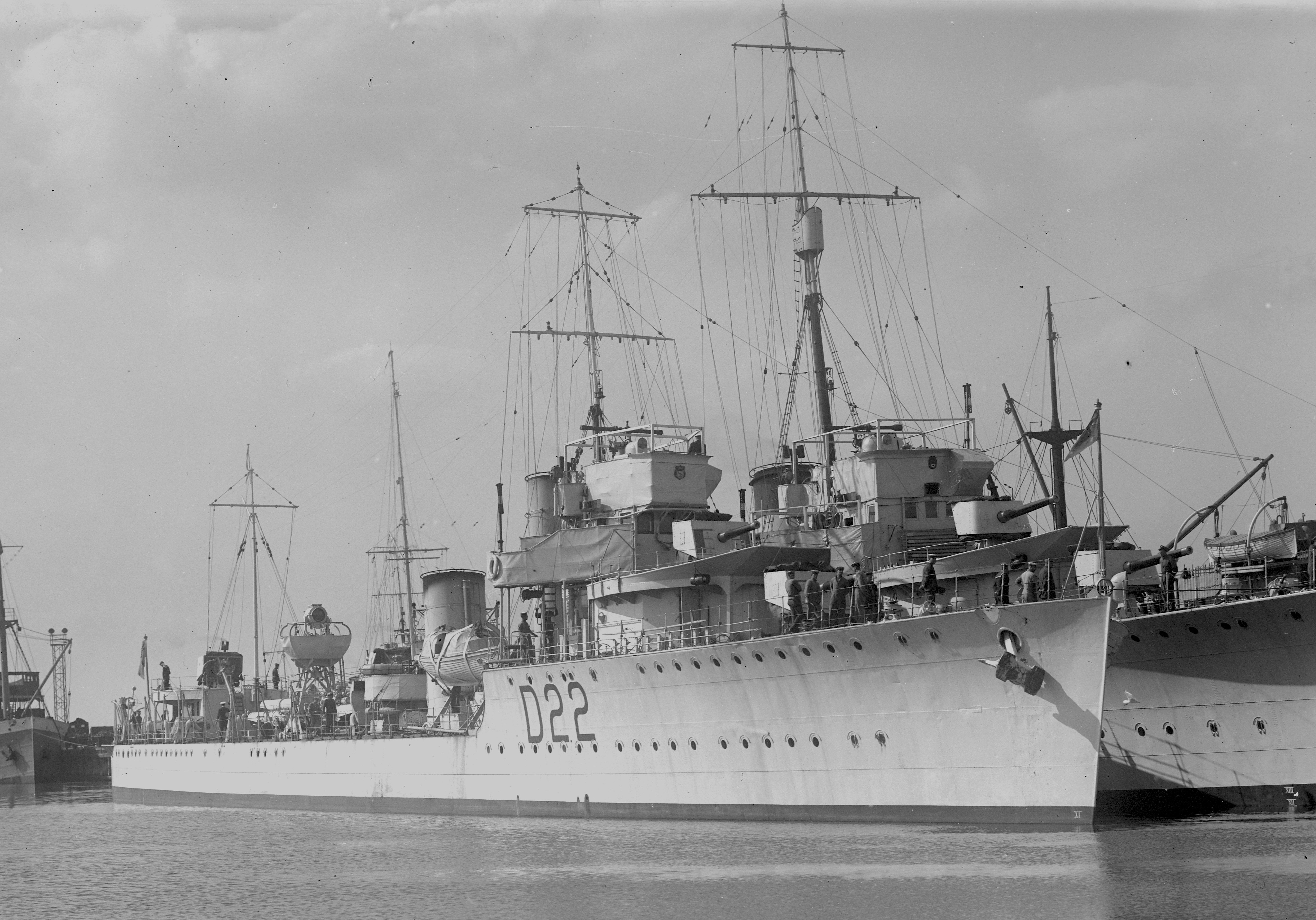
Il Waterhen in porto affiancato al cacciatorpediniere

Al momento dell'entrata in guerra del Regno d'Italia il 10 giugno 1940 il Waterhen era ad Alessandria, venendo subito impegnato in missioni di ricerca di sommergibili italiani al largo delle coste dell'Egitto; il 27 giugno si unì, con altri due cacciatorpediniere australiani, all'incrociatore britannico HMS Orion per condurre un bombardamento dell'isola di Castelrosso nel Dodecaneso italiano. Dopo un ciclo di lavori di manutenzione svolto a Suez tra il 6 luglio e il 12 agosto, il Waterhen fu assegnato alle operazioni lungo la costa della Libia italiana, partecipando a due missioni di bombardamento navale della zona di Bardia condotte il 17 e il 24 agosto da formazioni di unità australiane e britanniche. Dopo varie missioni di scorta ai convogli nelle acque del Mediterraneo orientale in settembre, tra il 16 e il 29 ottobre il cacciatorpediniere svolse nuovi lavori di manutenzione ad Alessandria, per poi rientrare in servizio scortando un convoglio di truppe britanniche diretto a Creta. Dopo varie missioni di scorta ai convogli diretti da Allessandria a Malta e in Grecia nel corso di novembre, all'inizio di dicembre il Waterhen fu riassegnato allo "Inshore Squadron" impegnato a supportare i reparti alleati a terra lungo la costa libica: nell'ambito di queste operazioni, il cacciatorpediniere partecipò il 15 dicembre a un bombardamento delle postazioni nemiche a Bardia, mentre il 26 dicembre intercettò sempre al largo di Bardia lo scuna italiano Tireremo Diritto, affondandolo dopo aver preso a bordo come prigionieri l'equipaggio e i passeggeri.
Il 30 dicembre 1940, durante un pattugliamento anti-sommergibili al largo di Sollum, il Waterhen entrò in collisione con il peschereccio armato britannico HMT Bandolero, finito affondato: dopo aver soccorso i naufraghi del Bandolero, il Waterhen diresse a Suez dove rimase in cantiere per le riparazioni fino al 13 febbraio 1941. Dopo il rientro in servizio, tra febbraio e marzo 1941 il cacciatorpediniere alternò missioni di scorta ai convogli lungo la rotta Porto Said - Il Pireo con missioni di supporto ai reparti a terra e di pattugliamento anti-sommergibili al largo delle coste libiche. Ai primi dell'aprile seguente, dopo l'inizio dell'assedio di Tobruch, il Waterhen fu assegnato alla scorta delle missioni di rifornimento della guarnigione alleata assediata, sostenendo vari attacchi aerei portati dalle forze italo-tedesche; nel corso di queste operazioni il 14 aprile il Waterhen, insieme al cacciatorpediniere Vendetta, prestò assistenza alla nave ospedale 'Vita colpita dai raid aerei al largo di Tobruch, prendendo a bordo 470 tra feriti e membri del personale sanitario e portandoli in salvo ad Alessandria. Tra il 19 e il 20 aprile invece il cacciatorpediniere appoggiò un'incursione anfibia dei British Commandos contro Bardia che si risolse tuttavia in un insuccesso. Nei giorni seguenti il Waterhen fu impegnato nelle operazioni di evacuazione dei reparti alleati dalla Grecia, invasa dai tedeschi e prossima a capitolare: il 26 aprile imbarcò soldati alleati da Megara e li evacuò a Creta, mentre tra il 28 aprile e il 3 marzo scortò due convogli salpati da Nauplia e diretti ad Alessandria.
Dal 5 maggio il Waterhen riprese le missioni di rifornimento dell'assediata Tobruch, alternandole con un viaggio tra il 16 e il 18 maggio per trasportare truppe britanniche da Alessandria a Creta. Il 28 giugno il cacciatorpediniere salpò da Alessandria per l'ennesima missione di rifornimento di Tobruch; arrivato a destinazione, il Waterhen ripartì il 29 giugno insieme al cacciatorpediniere britannico HMS Defender per rientrare ad Alessandria con a bordo un contingente di truppe australiane ritirare dalla piazzaforte assediata. Alle 19:45 del 29 giugno i due cacciatorpediniere furono attaccati al largo di Sollum da una formazione di bombardieri in picchiata Junkers Ju-87, di cui 12 pilotati da aviatori tedeschi e 7 da aviatori italiani: lo Ju-87 pilotato dal maresciallo Ennio Tarantola riuscì a piazzare una bomba da 500 chilogrammi sulla poppa del Waterhen, causando immediato allagamento della sala macchine e della sala caldaie della nave. L'intero equipaggio dell'unità australiana riuscì a evacuare con successo a bordo del cacciatorpediniere Diamond, i cui tentativi di prendere a rimorchio il Waterhen tuttavia fallirono. Lo scafo del Waterhen affondò infine alle 01:50 del 30 giugno nella posizione 32° 15' N, 25° 20' E, circa sette miglia nautiche a nord di Sidi Barrani.